# Delena craboides
Delena craboides är en spindelart som beskrevs av Charles Athanase Walckenaer 1837. Delena craboides ingår i släktet Delena och familjen jättekrabbspindlar. Inga underarter finns listade i Catalogue of Life.